# Thu Hường
Thu Hường  (sinh ngày 29 tháng 7 năm 1976 tại Hà Nội) là một nữ diễn viên điện ảnh Việt Nam. Thu Hường được biết đến nhiều nhất và nổi tiếng với vai cô con gái út Thư trong bộ phim dài 6 tập Của để dành của đạo diễn Đỗ Thanh Hải năm 1998. Thu Hường hiện đang công tác tại đoàn kịch 2 Nhà hát kịch Hà Nội.

## Tiểu sử
- Năm 1998, khi còn là sinh viên năm cuối Đại học Sân khấu - Điện ảnh, Thu Hường có vai diễn truyền hình đầu tiên trong phim Của để dành. Ngày phim lên sóng, cô lập tức được chú ý khi thể hiện thành công hình ảnh Thư - cô con gái út đanh đá, đành hanh, đỏng đảnh và ngang bướng trong gia đình bà Vi.[2]

## Các phim tham gia
- Của để dành - Đạo diễn Đỗ Thanh Hải
- Sóng ở đáy sông - Đạo diễn Lê Đức Tiến
- Vũ khúc con cò - Đạo diễn Jonathan Foo và Nguyễn Phan Quang Bình.
- Vũ khúc ánh trăng - Đạo diễn Đặng Thái Huyền
- Chuyện phố phường - Đạo diễn Phạm Thanh Phong
- Chuyện ở tỉnh lẻ - Đạo diễn Đỗ Chí Hướng và Hoàng Lâm
- Các phim khác: "Bí mật Eva", "Điệp khúc mùa xuân", "Đứng giữa đời", "Người nổi tiếng", "Đi tìm ngôi sao", "Tình thắm Sapa", "Người ở bến sông", "Kế hoạch khoa cụ Khóm", "Trở về Sơn Nguyệt", "Hoa phượng trắng", "Chiến hạm nổ tung" v.v...

## Các giải thưởng
- Giải B cuộc thi Tài năng trẻ Sân khẩu kịch nói toàn quốc 2008
- Vai diễn xuất sắc trong vở "Nước mắt rừng Pác Bó" - Huy chương vàng liên hoan truyền hình 2010

## Đời sống riêng
- Thu Hường hiện vẫn độc thân.[3]